# Imre Nagy
Imre Nagy (n. 7 iunie 1896, Kaposvár – d. 16 iunie 1958, Budapesta) a fost un politician comunist, maghiar, cu orientare reformatoare, prim-ministru al Ungariei între 1953-1954 și în octombrie 1956, ocazie cu care a devenit în mod neașteptat unul din eroii revoluției anticomuniste din Ungaria din 1956.
A provenit dintr-o familie săracă de țărani calviniști. Tatăl său a fost îngrijitor la poștă, având absolvite 8 clase de școală generală.

## Ascensiunea politică
Imre Nagy a luptat pe frontul rus în timpul Primului Război Mondial, între anii 1916–1918. A fost capturat de inamic și dus ca prizonier de război lângă Lacul Baikal. La începutul Războiului Civil Rus s-a înrolat în Armata Roșie și a intrat chiar în Partidul Bolșevic. A făcut parte din detașamentul de soldați care asigurau paza fostului țar Nicolae al II-lea și a familiei sale. Foarte probabil că a fost unul dintre cei șapte membri ai plutonului de execuție alaturi de Anselm Fischer, Emil Fekete, Isidor Edelstein, Viktor Grunfeld, Andras Verhazy, Siergiej Waganow, Paweł Miedwiediew. Plutonul a fost condus de Horvath Lajos.
S-a întors în 1921 în Ungaria, locuind la Kaposvár. A devenit membru al Partidul Social Democrat Maghiar, apoi prim secretar de partid în Comitatul Somogy. A fost exclus din partid în 1925, ca urmare a unui conflict din aprilie 1924 cu Károly Peyer și cu Ferenc Szeder.
În 1925 a devenit membru al Partidului Socialist Muncitoresc Maghiar (PSMM), de orientare comunistă, în cadrul căruia s-a ocupat de sectorul agriculturii. 
De la începutul anului 1921 până în 1927 a stat în închisoare 3 ani pe motive politice, cu unele întreruperi. După interzicerea PSMM în 1927 a fost din nou arestat. După eliberare a emigrat în Viena.
Din 1930 până în noiembrie 1944 a trăit în Uniunea Sovietică. A lucrat pentru Comintern, dar și la Institutul de Cercetare Agricolă. A supraviețuit războaielor interne de partid — conform unor documente ar fi lucrat și pentru NKVD. A scris articole sub pseudonim, în care a sprijinit ideile economice ale lui Buharin. După arestarea lui Buharin a fost și el arestat, iar inițial s-a dorit implicarea sa în procesul lui Buharin. Până la urmă a fost eliberat. 
În 1941 s-a înrolat din nou în Armata Roșie, dar nu a fost trimis pe front, ci a lucrat ca redactor la Radio Kossuth din Moscova, până în noiembrie 1944. Pe 4 noiembrie 1944 s-a reîntors în Ungaria cu primul grup al comuniștilor din Moscova (cu Ernő Gerő, József Révai și Zoltán Vass).
În decembrie 1944 devine membru al guvernului provizoriu, ca ministru al agriculturii, și membru al Adunării Naționale din Debrețin. El a fost cel care a anunțat țării hotărârea guvernului cu privire la împroprietărire, la 15 martie 1945.
Din vara anului 1945 devine membrul Sfatului Popular, care exercita provizoriu prerogativele președinției, și membru al conducerii executive al Partidului Comunist Maghiar. După alegerile pentru Adunarea Națională, din 1945, devine pentru câteva luni ministru de interne în guvernul lui Zoltán Tildy, iar în guvernele lui Ferenc Nagy și al lui István Dobi ministru al alimentației publice. 
În august 1949 a fost exclus din Conducerea Executivă pentru „opiniile lui oportuniste și ostile cooperativizării” și a fost eliberat din toate funcțiile lui. 
În decembrie 1950 și-a făcut „autocritica”, iar apoi a fost din nou numit ministru al agriculturii și membru al Conducerii Executive. În noiembrie 1952 a devenit vice-prim-ministru, responsabil cu domeniul agricol.
În 1953 a fost ales membru al Academiei Științifice Maghiare pentru studiile sale în domeniul agricol. Tot în acest an, după ce Mátyás Rákosi pierde teren, și cu ajutorul sovieticilor — în special din partea lui Malenkov — a fost numit prim-ministru. La 4 iulie declară în Parlamentul Ungariei un nou program de guvernare, care este o ruptură față de programele economice anterioare, de industrializare forțată. Promite reanalizarea politicii agrare și nu în ultimul rând îmbunătățirea nivelului de trai, care scăzuse semnificativ în anul anterior. 
În mai 1955, când Mátyás Rákosi a revenit temporar în forță (faptul având legătură cu deteriorarea poziției lui Malenkov la Moscova), Imre Nagy a fost demis și exclus din Conducerea Executivă, apoi și din partid.
În vara anului 1956 s-a reactivat în plan politic, fiind una din personalitățile de frunte ale noului grup cu concepții reformiste. În acest timp locuința lui s-a transformat într-un salon politic. 
La 13 octombrie 1956 a fost reacceptat în partid. La 23 octombrie studenții demonstranți cer reintrarea lui în guvern. În seara respectivă a ținut un discurs memorabil în fața Parlamentului și a fost numit din nou prim-ministru. 
Nu este elucidat nici până în ziua de azi dacă a solicitat prima intrare a trupelor sovietice în Ungaria (24 octombrie), sau a acceptat-o doar în mod tacit. Pe data de 28 octombrie a luat în mod surprinzător o poziție fermă în sprijinul revoluției și al introducerii pluripartidismului. Sub presiunea evenimentelor își reorganizează de mai multe ori guvernul. Din 28 octombrie este în Conducerea Executivă a PSMM, care este succesorul PDM-ului. La începutul lunii noiembrie guvernul lui anunță ieșirea Ungariei din Pactul de la Varșovia, declarând Ungaria țară neutră. 
În dimineața de 4 noiembrie a ținut un discurs dramatic la radio, anunțând a doua intrare a trupelor sovietice, mai târziu cerând azil la ambasada Iugoslaviei. 
Pe 21 este răpit în drum spre casa lui — nefiind respectată înțelegerea cu iugoslavii — și este deportat în România, la Snagov, împreună cu mai mulți reformiști. Aici a fost vizitat de membri ai aparatului politic din România (Valter Roman, Ludovic Fazekas); cu unii dintre ei avusese legături în Uniunea Sovietică. Nu a fost dispus să demisioneze și nici să recunoască guvernul lui János Kádár, în ciuda presiunilor politice puternice și a somațiilor repetate. 
A fost dus acasă în aprilie 1957. Între 9 iunie și 15 iunie 1958 a fost judecat într-un proces cu ușile închise, fiind în cele din urmă condamnat la moarte. Sentința a fost executată chiar în ziua următoare (de menționat că sentința a fost aprobată în prealabil de Comitetul Executiv al Partidului Comunist Maghiar). 
Între anii 1961-1989 cadavrul lui a fost ascuns în parcela 301 din Cimitirul Nou din Budapesta. 
Imre Nagy a fost reabilitat în 1989, și a fost reînmormântat solemn în același an la data de 16 iunie.